# Equipos participantes en la Women's Revelations Cup 2023
La Women's Revelations Cup 2023 fue una competición amistosa organizada por la FEMEXFUT que inició el 15 de febrero de 2023 y finalizó el 21 de febrero de 2023. Su sede fue elegida en el Estadio León de la ciudad de Guanajuato. Los equipos participantes fueron México como anfitrión y las selecciones de Costa Rica, Colombia y Nigeria como invitadas.

## Lista de jugadoras

#### Costa Rica
La convocatoria oficial se presentó el 9 de febrero de 2023. María Paula Porras no viajó hacia México por lesión, por lo que fue sustituida por Yaniela Arias.
| 1     | Noelia Bermúdez      | Portera         | 28              | L.D Alajuelense       |                 |                 |
| 2     | Gabriela Guillén     | Defensa         | 30              | L.D Alajuelense       |                 |                 |
| 3     | María Paula Coto     | Defensa         | 24              | L.D Alajuelense       |                 |                 |
| 4     | Mariana Benavides    | Defensa         | 28              | Deportivo Saprissa    |                 |                 |
| 5     | Yaniela Arias        | Centrocampista  | 24              | AS Mónaco             |                 |                 |
| 6     | Carol Sánchez        | Defensa         | 36              | Sporting F.C          |                 |                 |
| 7     | Melissa Herrera      | Centrocampista  | 26              | Girondins de Bordeaux |                 |                 |
| 8     | Daniela Cruz         | Defensa         | 31              | Atlas F.C             |                 |                 |
| 9     | Carolina Venegas     | Delantera       | 31              | Atlas F.C             |                 |                 |
| 10    | Shirley Cruz         | Centrocampista  | 37              | L.D Alajuelense       |                 |                 |
| 11    | Raquel Rodríguez     | Centrocampista  | 29              | Portland Thorns F.C   |                 |                 |
| 12    | Lixy Rodríguez       | Defensa         | 32              | Club León             |                 |                 |
| 13    | Emilie Valenciano    | Centrocampista  | 25              | Ramat HaSharon F.C    |                 |                 |
| 14    | Priscilla Chinchilla | Centrocampista  | 21              | Glasgow City F.C      |                 |                 |
| 15    | Cristin Granados     | Centrocampista  | 33              | Sporting F.C          |                 |                 |
| 16    | Katherine Alvarado   | Centrocampista  | 31              | Deportivo Saprissa    |                 |                 |
| 17    | Yerling Ovares       | Delantera       | 21              | Sporting F.C          |                 |                 |
| 18    | Priscilla Tapia      | Portera         | 31              | C.S Herediano         |                 |                 |
| 19    | Alexandra Pinell     | Centrocampista  | 20              | L.D Alajuelense       |                 |                 |
| 20    | Fabiola Villalobos   | Defensa         | 24              | L.D Alajuelense       |                 |                 |
| 21    | Gloriana Villalobos  | Centrocampista  | 23              | Deportivo Saprissa    |                 |                 |
| 22    | Sheika Scott         | Centrocampista  | 16              | L.D Alajuelense       |                 |                 |
| 23    | Daniela Solera       | Portera         | 25              | Sporting F.C          |                 |                 |
| 24    | Yoanka Villanueva    | Delantera       | 26              | Dimas Escazú          |                 |                 |
| D. T. | Amelia Valverde      | Amelia Valverde | Amelia Valverde | Amelia Valverde       | Amelia Valverde | Amelia Valverde |

#### México
La convocatoria oficial se presentó el 7 de febrero de 2023. El 14 de febrero, víspera del inicio del torneo, Celeste Espino se retiró por lesión y fue reemplazada por Cecilia Santiago.
| 1     | Emily Alvarado      | Portera        | 24          | Stade de Reims    |             |             |
| 2     | Kenti Robles        | Defensa        | 31          | Real Madrid       |             |             |
| 3     | Cristina Ferral     | Defensa        | 29          | Tigres de la UANL |             |             |
| 4     | Jocelyn Orejel      | Defensa        | 26          | Club América      |             |             |
| 5     | Karina Rodríguez    | Defensa        | 23          | Club América      |             |             |
| 6     | Alexia Delgado      | Centrocampista | 23          | Cruz Azul F.C     |             |             |
| 7     | Kiana Palacios      | Delantera      | 26          | Club América      |             |             |
| 8     | Carolina Jaramillo  | Centrocampista | 28          | C.D Guadalajara   |             |             |
| 9     | Charlyn Corral      | Delantera      | 31          | C.F Pachuca       |             |             |
| 10    | Stephany Mayor      | Centrocampista | 31          | Tigres de la UANL |             |             |
| 11    | Jacqueline Ovalle   | Delantera      | 23          | Tigres de la UANL |             |             |
| 12    | Itzel González      | Portera        | 28          | Club América      |             |             |
| 13    | Daniela Espinosa    | Delantera      | 31          | Club Tijuana      |             |             |
| 14    | Greta Espinoza      | Defensa        | 27          | Tigres de la UANL |             |             |
| 15    | Scarlett Camberos   | Delantera      | 22          | Club América      |             |             |
| 16    | Karla Nieto         | Centrocampista | 28          | C.F Pachuca       |             |             |
| 17    | Myra Delgadillo     | Delantera      | 27          | FC Juárez         |             |             |
| 18    | Aylín Aviléz        | Delantera      | 19          | C.F Monterrey     |             |             |
| 19    | Karol Bernal        | Defensa        | 20          | C.F Monterrey     |             |             |
| 20    | Natalia Mauleón     | Centrocampista | 21          | Club América      |             |             |
| 21    | Cecilia Santiago    | Portera        | 28          | Tigres de la UANL |             |             |
| 22    | Diana García        | Centrocampista | 23          | C.F Monterrey     |             |             |
| 23    | Nicolette Hernández | Defensa        | 23          | Club América      |             |             |
| 24    | Anika Rodríguez     | Defensa        | 26          | Tigres de la UANL |             |             |
| 25    | Adriana Iturbide    | Delantera      | 29          | C.D Guadalajara   |             |             |
| 27    | Miah Zuazua         | Defensa        | 23          | FC Juárez         |             |             |
| D. T. | Pedro López         | Pedro López    | Pedro López | Pedro López       | Pedro López | Pedro López |

#### Colombia
La convocatoria oficial se presentó el 7 de febrero de 2023. El 13 de febrero, Leicy Santos se retiró del plantel por una lesión del tendón de la corva, por lo que fue sustituida por María Camila Reyes.
| 1     | Catalina Pérez   | Portera        | 28            | Real Betis             |               |               |
| 2     | Manuela Vanegas  | Defensa        | 22            | Real Sociedad          |               |               |
| 3     | Daniela Arias    | Defensa        | 28            | América de Cali        |               |               |
| 4     | Diana Ospina     | Centrocampista | 33            | América de Cali        |               |               |
| 5     | Lorena Bedoya    | Centrocampista | 25            | Real Brasília FC       |               |               |
| 6     | Daniela Montoya  | Centrocampista | 32            | Atlético Nacional      |               |               |
| 7     | Camila Reyes     | Defensa        | 20            | Deportivo Cali         |               |               |
| 8     | Marcela Restrepo | Centrocampista | 27            | Dux Logroño            |               |               |
| 9     | Mayra Ramírez    | Centrocampista | 23            | Levante U.D            |               |               |
| 11    | Catalina Usme    | Delantera      | 33            | América de Cali        |               |               |
| 12    | Sandra Sepúlveda | Portera        | 34            | Independiente Medellín |               |               |
| 15    | Ana Guzmán       | Defensa        | 17            | Deportivo Pereira      |               |               |
| 16    | Lady Andrade     | Centrocampista | 31            | Real Brasília FC       |               |               |
| 17    | Carolina Arias   | Defensa        | 32            | Junior de Barranquilla |               |               |
| 18    | Linda Caicedo    | Delantera      | 17            | Deportivo Cali         |               |               |
| 19    | Jorelyn Carabalí | Defensa        | 25            | C.A Mineiro            |               |               |
| 20    | Mónica Ramos     | Centrocampista | 24            | Grêmio Foot-Ball Porto |               |               |
| 21    | Yisela Cuesta    | Delantera      | 31            | Associação Ferroviária |               |               |
| 22    | Daniela Caracas  | Defensa        | 25            | R.C.D Espanyol         |               |               |
| 23    | Elexa Bahr       | Delantera      | 24            | América de Cali        |               |               |
| 24    | Ivonne Chacón    | Delantera      | 25            | Valencia C.F           |               |               |
| 25    | Katherine Tapia  | Portera        | 30            | S.E Palmeiras          |               |               |
| 27    | Ingrid Guerra    | Delantera      | 19            | C.A Mineiro            |               |               |
| D. T. | Nelson Abadía    | Nelson Abadía  | Nelson Abadía | Nelson Abadía          | Nelson Abadía | Nelson Abadía |

#### Nigeria
La convocatoria oficial se presentó el 26 de enero de 2023.
| 1     | Yewande Balogun       | Portera        | 33            | AS Saint-Étienne       |               |               |
| 2     | Ashleigh Plumptre     | Defensa        | 24            | Leicester City         |               |               |
| 3     | Osinachi Ohale        | Defensa        | 31            | Deportivo Alavés       |               |               |
| 4     | Glory Ogbonna         | Defensa        | 24            | ALG Spor               |               |               |
| 5     | Onome Ebi             | Defensa        | 39            | F.C Levante Las Planas |               |               |
| 6     | Uchenna Kanu          | Delantera      | 25            | Tigres de la UANL      |               |               |
| 7     | Toni Payne            | Centrocampista | 27            | Sevilla F.C            |               |               |
| 8     | Jennifer Echegini     | Centrocampista | 21            | Florida State          |               |               |
| 9     | Ifeoma Onumonu        | Delantera      | 28            | NJ/NY Gotham FC        |               |               |
| 10    | Christy Ucheibe       | Centrocampista | 22            | Benfica                |               |               |
| 11    | Regina Otu            | Centrocampista | 26            | AS Saint-Étienne       |               |               |
| 12    | Akudo Ogbonna         | Defensa        | 22            | Rivers Angels F.C.     |               |               |
| 13    | Ngozi Okobi-Okeoghene | Centrocampista | 29            | Eskilstuna United DFF  |               |               |
| 14    | Halimatu Ayinde       | Centrocampista | 27            | F.C Rosengård          |               |               |
| 15    | Rasheedat Ajibade     | Centrocampista | 23            | Atlético de Madrid     |               |               |
| 16    | Chiamaka Nnadozie     | Portera        | 22            | Paris F.C              |               |               |
| 17    | Francisca Ordega      | Delantera      | 29            | ZFK CSKA Moscow        |               |               |
| 18    | Oluwatosin Demehin    | Defensa        | 20            | Stade de Reims         |               |               |
| 19    | Chinwendu Ihezuo      | Delantera      | 25            | C.F Monterrey          |               |               |
| 20    | Michelle Alozie       | Defensa        | 25            | Houston Dash           |               |               |
| 21    | Esther Okoronkwo      | Delantera      | 25            | AS Saint-Étienne       |               |               |
| 22    | Rofiat Imuran         | Defensa        | 18            | Stade de Reims         |               |               |
| 23    | Asisat Oshoala        | Delantera      | 28            | F.C Barcelona          |               |               |
| D. T. | Randy Waldrum         | Randy Waldrum  | Randy Waldrum | Randy Waldrum          | Randy Waldrum | Randy Waldrum |